# Allium feinbergii
Allium feinbergii là một loài thực vật có hoa trong họ Amaryllidaceae. Loài này được Oppenh. mô tả khoa học đầu tiên năm 1940.